# Storö naturreservat
Storö naturreservat är ett skärgårdsområde runt ön Storö i Östersjön strax söder om Oskarshamn i Småland. Naturreservatet är 453 hektar stort, varav 127 hektar består av öar och resterande 326 hektar utgör vattenområde.

## Geologi
Öarna är uppbyggda av cirka 1200 miljoner år gammalt urberg som slipats slätt av inlandsisen. Geologiskt ligger området annars precis i gränszonen där ostkustens granitbaserade urbergsskärgård skiftar till moränskärgård. Ön Runnö strax sydost om reservatet är till exempel istället uppbyggd av morän och kambrisk sandsten.

## Övrigt
Naturreservatet är uppkallat efter dess största ö, Storö. Många mindre kringliggande öar ingår i reservatet, till exempel Kuggö, Tjudö, Grässkär, Ungern och Skomakareskär. Öarna är idag obebodda men spår finns efter stenbrytningsverksamhet från 1800-talet.